# Ectoparasiticidas
Los ectoparasiticidas (de ectoparásito: parásito externo) son insecticidas que combaten los parásitos que viven en el exterior del huésped. A los productos que combaten los parásitos externos o a los insectos domésticos no parásitos (ej. cucarachas, hormigas, etc.) se les denomina plaguicidas.
La mayoría de los ectoparasiticidas son neurotoxinas que afectan al sistema nervioso del parásito.

## Clasificación
Una de las clasificaciones más utilizadas de estos compuestos es la siguiente:
- Insecticidas clásicos: compuestos orgánicos sintéticos. Su  mecanismo de acción es mediante contacto y se usan, por tanto, en baños de inmersión o mediante aspersión (fumigaciones).

- Endectocidas: además de contra los ectoparásitos, este tipo de ectoparasiticida es también muy eficaz contra muchos endoparásitos (sobre todo helmintos). Actúan a nivel sistémico pero también pueden hacerlo por contacto. La mayoría son extraídos de cultivos bacterianos.

- Inhibidores del desarrollo: compuestos que bloquean el desarrollo de los estadios inmaduros del parásito, por lo que las larvas mueren antes de alcanzar el estadio adulto. Actúan mayormente por contacto o ingestión y la mayoría son productos orgánicos sintéticos.

- Productos naturales: extractos de plantas o productos minerales con actividad insecticida.

## Ectoparasiticidas comunes
Algunos de los ectoparasiticidas más comunes y utilizados son:
- Permetrina: fármaco tóxico para Pediculus Humanus, Pthirus Pubis y Sarcoptes Scabiei. Tratamiento, por tanto, para la pediculosis y escabiosis.

- Lindano (Hexaclorociclohexano):  tratamiento de la pediculosis y escabiosis.

- Crotamitón: tratamiento de la escabiosis. Se puede usar como alternativa al lindano.

- Azufre

- Malatión: tratamiento de la pediculosis.

- Alcohol bencílico

## Desarrollo de nuevos ectoparasiticidas
Tradicionalmente los ectoparasiticidas han sido desarrollados por reformulación de los compuestos para la protección de cultivos.
Una de las principales limitaciones en el desarrollo de nuevos compuestos es que existe un número limitado de dianas neuroactivas y los ectoparasiticidas de mayor éxito son, precisamente, aquellos que afectan al sistema nervioso del parásito. Los compuestos que actúan sobre los reguladores del crecimiento del patógeno son aquellos que están aportando los resultados más prometedores, pero también aquellos que actúan específicamente sobre la acción de ciertos neuropéptidos y sobre el sistema neuroendocrino de artrópodos son un campo de investigación inexplorado y prometedor.